# Hadji Dimitar
Dimitar Nikolov Asenov (en búlgaro: Димитър Николов Асенов; 10 de mayo de 1840 - 10 de agosto de 1868), más conocido como Hadji Dimitar (Хаджи Димитър) fue uno de los vaivodas y revolucionarios búlgaros más destacados que luchó en la liberación de Bulgaria contra el dominio otomano.

## Biografía
Dimitar nació en la ciudad de Sliven, por aquel entonces conocida como İslimiye, localidad perteneciente al eyalato de Adrianópolis del Imperio Otomano. Era hijo del comerciante Nikola Asenov y de su esposa Marinka Asenova. Cuando tenía dos años, su familia fue de peregrinación a Jerusalén, desde donde en adelante, Dimitar fue considerado un hajji (хаджия). Tras el levantamiento de Hadji Stavri de 1862, Dimitar se unió a un grupo de revolucionarios activo por los montes Balcanes.
Se incorporó al grupo de Stoyan Voyvoda en 1864 como abanderado. La banda estaba compuesta por doce personas y se formó tras el asesinato del obispo griego de Veliko Tarnovo. Sin embargo, se disolvió antes de entrar a la ciudad y sus miembros se separaron de su líder. Hadji Dimitar asumió el mando y condujo a la banda a los Balcanes, cerca de Sliven, y luego a Rumanía en agosto del mismo año.
Con el despertar nacional búlgaro, en la vivienda de Georgi Sava Rakovski se comenzó a forjar una nueva organización revolucionaria, establecida el 21 de mayo de 1865 y con destacados integrantes como Hadji Dimitar, Stefan Karadzha, Yurdan Yurdanov, Petar Shivarov y Todor Shivarov. La banda cruzó el Danubio cerca de Silistra el 13 de junio y se dirigió a las montañas cerca de Kotel a través de Ludogorie. Estuvo activo en la región de Tundzha, Tvarditsa, Karlovo, Gabrovo y especialmente el bosque de Aglikina Polyana, un conocido lugar de reunión de haiduques. Esta banda regresó a Rumanía en agosto de 1865.
La banda aumentó su número de miembros y ya para el verano de 1866 eran más de veinte guerrilleros. Hicieron varias incursiones en tierras búlgaras, cruzando el Danubio desde Rumanía y estando activos hasta principios de otoño. Sus dirigentes eran Dyado Zhelyo, Hadji Dimitar y Stefan Karadzha.
Con la salida de Zhelyo, la banda de Hadji Dimitar y Stefan Karadzha se estableció oficialmente en 1868. Muchos de los miembros habían participado en la fallida Segunda Legión Búlgara con base en Belgrado. La banda de Dimitar cruzó el Danubio en Vardim en un velero el 5 de julio y se enfrentó a un grupo de otomanos de mil hombres en los viñedos de Karaisen, cerca de Pavlikeni. La banda logró escapar del enemigo y llegó al territorio de Gorna Lipitsa. Allí se produjo una segunda batalla el 7 de julio, en la que el grupo causó daños significativos a las fuerzas otomanas, sufriendo una única baja y dos heridos. La banda se dirigió a Vishovgrad, donde también luchó el 8 de julio. Al día siguiente, al sureste de Vishovgrad hubo un ataque sangriento por parte de los otomanos, quienes hirieron y capturaron a Karadzha, por lo que Dimitar y el resto de efectivos tuvieron que retirarse.
Los 58 miembros restantes se dirigieron a los Balcanes bajo el liderazgo de Dimitar, siendo derrotados en el pico Buzludzha el 18 de julio. Hadji Dimitar, gravemente herido, fue llevado en camilla por sus camaradas supervivientes lejos del ejército otomano, al monte Kadrafill, a 3 kilómetros del pueblo de Svezhen. Allí, él y sus camaradas fueron apoyados por la población, quienes le proporcionaron agua y comida, aunque el líder no pudo recuperarse de sus heridas y falleció a mediados de agosto de 1868.
Hadji Dimitar fue enterrado bajo la misma montaña por sus camaradas revolucionarios. El 6 de noviembre de 1880, sus huesos fueron llevados al patio de la iglesia de San Pedro y San Pablo en el pueblo de Svezhen. El funeral estuvo a cargo del obispo de Plovdiv, Gervasio de Levkia, quien nombró a Hadji Dimitar mártir. Después de casi dos meses, los huesos del héroe fueron solicitados y entregados a su madre, quien los llevó a su lugar de nacimiento en Sliven. Su muerte inspiró el poema de Hristo Botev "Hadji Dimitar" en 1873:

El que cae luchando por ser libre
nunca puede morir: para él el cielo
y la tierra, los árboles y las bestias lamentarán,
a él se elevará el canto del juglar...

## Legado
Su importancia en la liberación de Bulgaria ha hecho que su nombre esté presente en múltiples calles, avenidas y plazas del país. Varias localidades, pueblos y escuelas también han sido bautizadas a partir de Hadji Dimitar. En la Costa Loubet de la Península Antártica está el Pico Hadzhi Dimitar, de 2 088 metros de altura. Una montaña búlgara, fuente del río Yantra, fue bautizada en su honor. El estadio de fútbol de Sliven, ciudad natal de Dimitar, también porta su nombre, así como una estación del metro de Sofía. Su casa también es un museo dedicado a su memoria.